# Manx2航空7100號班機空難
Manx2航空7100號班機是一班從英國北愛爾蘭貝爾法斯特國際機場開往愛爾蘭科克市科克機場的定期航班。2011年2月10日，該航班由一架費爾柴爾德梅特羅III型客機（編號：EC-ITP）執飛，乘載2名機組員以及10名乘客，在科克機場跑道上墜毀，飛行員2人以及4名乘客罹難。此事件為愛爾蘭1985年發生在科克外海的印度航空182號班機空難後最嚴重的空難事故。

## 機組員與乘客
該航班乘載12人，含2名飛行員、10名乘客。除機長為西班牙籍外，絕大部分均為英國籍或愛爾蘭籍。
機長喬迪·索拉·洛佩茲為西班牙籍，年齡31歲。
副機長安德魯·坎特為英國籍，年齡27歲
| 國籍   | 機組員 | 乘客 | 受傷 | 死亡 |
| ------ | ------ | ---- | ---- | ---- |
| 爱尔兰 | -      | 5    | 1    | 4    |
| 英国   | 1      | 5    | 5    | 1    |
| 西班牙 | 1      | -    | -    | 1    |
| 總合   | 2      | 10   | 6    | 6    |

## 事發經過
2011年2月10日，Manx2航空7100班機於早上從貝爾法斯特國際機場起飛，乘載10名乘客前往愛爾蘭科克機場。由於科克市面朝大西洋，機組員飛抵當地時發現機場周圍被霧氣包圍，能見度不佳。
08:34，塔台指示7100班機從17跑道降落。
08:58，7100班機從17跑道降落，但錯失跑道重飛。接著，機組員向塔台要求於能見度較佳的跑道降落，塔台指示7100班機延35跑道降落，但飛機再度錯失跑道，決定重飛。
09:45，塔台再度指示7100班機降落於17跑道。
7100班機在第三次降落過程中，機長將引擎動力慢慢降低，由於引擎推力不均，造成左側的一號引擎逆槳。隨即機身大幅向左翻滾，機長立刻推油門重飛，試圖重飛。已經逆槳的左側引擎迅速拉高推力，右側引擎推力無法順利跟上，推力不均的結果造成飛機立刻向右翻滾，右翼尖的導航燈罩首先碰地，機身大幅翻滾，最終於09:50，7100班機以上下顛倒的姿態墜毀於科克機場17跑道旁的泥地上，前半段機身嚴重毀損。
墜毀後，塔台立刻收到警報，由於在濃霧無法確認事態，緊急派出救援搜索。地面消防從17跑道頭開始搜索殘骸，不久，塔台即從地面人員得知飛機失事。

## 調查
愛爾蘭派出空難調查組（AAIU）調查7100班機事故。由於涉事班機為美國製造，美國聯邦航空總署（FAA）、美國國家運輸安全委員會（NTSB）也於背後協同調查，另一方面，英國派出空難調查局（AAIB），西班牙亦也派出相關單位協助。愛爾蘭的調查小組很快地於事故現場搜尋到兩個黑盒子，為了盡快恢復機場營運，也使用雷射掃描紀錄現場每一片殘骸以及跑道的輪廓以利事後調查。
當時愛爾蘭國內媒體及各方聲浪質疑是機場周圍的大霧造成7100班機失事，但在檢視飛行資料紀錄器之後，調查小組重現飛機失事前的情況，發現7100班機在墜毀之前就已經失控，並非濃霧所造成的事故。檢查飛機的殘骸中，也無法證實飛機是由於鋼纜斷裂亦或儀器故障造成空難。調查員卻從駕駛艙通話紀錄器中所錄下的引擎聲，發現左右兩側的引擎推力不均。在當時，雖然費爾柴爾德梅特羅III型這類型的飛機便常有這種問題存在，但可以透過維修解決。於是，調查員在對比飛行資料紀錄器的引擎輸出情況後，由於引擎的推力不均，左側引擎在推力的變化幅度上比右側引擎來得快。調查小組確認，機長在降落的過程中將動力過度拉低，引擎反轉造成飛機嚴重翻滾的情況視為事故主因。

### Manx2航空管理問題
雖然調查小組已經確認事故主因，但卻在駕駛艙的錄音中發現，在第三次降落時，負責操縱飛機的副機長將油門桿的操縱權交由機長負責，理應而言，飛行員於降落時全程應僅由一人負責操作，7100航班的降落行為嚴重違反航空規定。
調查小組百思不解，無法理解為何飛行員會犯下如此重大的錯誤，於是著手調閱兩名飛行員的相關資料。資料顯示，兩名飛行員都非常年輕，機長更是於事發前四天才升職為機長，副機長則是在事發三個星期前才進入獲聘上班，兩人不僅在飛行經驗上有所不足，資料更顯示兩名飛行員各有訓練尚未完成，完全不符合業界規定。調查員更從倖存乘客了解到，在7100航班起飛前，發現副機長正在調整客艙座椅，且該機並未配置空服員，同時擔任起解說逃生事項的任務。調查小組調閱飛機的飛行紀錄時，更發現該機不僅擔任Manx2航空的客機，在事發前一晚更成為一架貨機，為英國皇家郵政載送信件。飛機也未得到充分的地勤支援，飛行員不僅要負責飛機操作，乃至裝設座椅都須自己負責。
調查員開始將調查方向轉為Manx2航空身上，翻閱許多國際文件後發現，Manx2並不是一間航空公司。Manx2其實是一個只負責在網路上販售機票的虛擬航空公司，對旗下客機沒有直接的管理權，也不負責維修飛機。調查員發現該機的維修工作交由一家西班牙廠商負責，經過不斷的分包，造成其中的關係極度複雜。維修紀錄上，不自然地顯示飛機從飛行以來完全沒有發生故障過，從來沒有得到充分地維修。而且，Manx2也多次積欠飛行員工資。
結果顯示，這架費爾柴爾德梅特羅III型的飛機實際上為西班牙某家銀行的資產，並將飛機轉租給AIR LADA公司；AIR LADA公司再將其飛機轉租給其他公司，同時肩負客運、貨運等任務，但Manx2完全與這些公司毫無關係。調查員認為，飛行員被迫於這些關係下的因素，7100班機被迫降落於視野不佳的科克機場，無法轉降至其他視野良好，但缺乏地勤支援的備降機場。

## 事故之後
事故之後，英國政府制定了新的決斷高度，在低於61公尺前仍無法看見跑道時，飛機應立即復飛。
另一方面，Manx2於2012年10月31日因財務困難，終於宣告破產倒閉。但隨即在2013年1月2日，Manx2重新建立成新的公司Citywing，已結業。
最終報告於2012年2月發表，確實列出多項造成7100班機的事故原因。包含機長操作錯誤、條件不足下仍繼續降落、飛行操作不協調、機組員訓練不足、機組員疲勞駕駛、營運方未盡監督之責...等。